# Milena Dopitová
Milena Dopitová (* 25. října 1963 Šternberk) je česká výtvarnice žijící v Praze, fotografka, sochařka, konceptuální a multimediální umělkyně.

## Tvorba
Na uměleckou scénu vstoupila po absolvování AVU na začátku devadesátých let jako výrazná autorka, jako jediná žena se podílela na aktivitách umělecké skupiny Pondělí založené v roce 1989. V průběhu let její tvorba získávala mnohé přívlastky, bývá označována jako feministická, angažovaná nebo sociální. Zaměřuje se na obyčejný život, jeho individuální prožívání, všednodennost. Pracuje se zdánlivě běžnými věcmi, kterým však svými zásahy dodává další rozměr, předkládá je divákovi osobitým způsobem. Zaznamenává své postřehy, je empatickou pozorovatelkou.
Jedno z jejích prvních vystoupení na mezinárodní scéně se uskutečnilo už v roce 1994 při skupinové výstavě v Institutu současného umění v Bostonu, kde vytvořila instalaci s názvem Neboj se udělat ten první krok, jako reakci na odvrácenou stranu tamního feminismu. Otázce ženské identity se věnuje po celou svou uměleckou kariéru. Poprvé se jí dotkla v roce 1991 v díle Dvojčata (Já a moje sestra), kde se fotografovala se svou sestrou, jednovaječným dvojčetem.
Znovu potom sebe a svou sestru zachytila v roce 2003 v multimediální instalaci Sixtysomething, ve které byly obě namaskované za daleko starší ženy, tématem byla otázka stáří. Zajímá se i o tabuizovaná sociální témata, vychází nejen z kolektivní ale i z individuální, výrazně osobní zkušenosti člověka (dospívání, mateřství, stárnutí, nemoc, smrt, násilí, láska, rodina apod.).
Přestože často zdůrazňuje ženská témata, vytvořila v roce 2014 fotografický cyklus Dobrovolný hrdina nebo instalaci Miluji a přijímám, kde se mimo jiné zaměřuje také na muže.
V roce 2015 komise složená ze zástupců Galerie hlavního města Prahy a společnosti Karlovarské minerální vody vybrala Milenu Dopitovou pro vytvoření objektu pro umístění u sjezdu k pražskému letišti. Nazvala jej Na všechny světové strany a řekla o něm: „Sestava tří částí objektu připomíná vřídlo pramene nebo architekturu například kaple, brány apod. Celková kompozice rozvíjí a akcentuje vícepohledovost objektu. Hlavy orlů dominantně charakterizují sílu, odvahu a jistotu v dosažení následných cílů." 
Výstavu v Meet Factory v roce 2019 nazvala Příště u vás. Účastnila se Signal Festivalu. Festivalu m3 se účastnila instalací s názvem Lepší špatný nápad už tady nebyl? V rámci akce 4+4 dny v pohybu připravila v roce 2021 pro Fakultní nemocnici Motol objekt Zakázané uvolnění.
Seznam výstav, samostatných i skupinových, v České republice i v zahraničí, je velmi dlouhý.

## Pedagogická činnost
Působila jako pedagog na Vysoké škole uměleckoprůmyslové v Praze a na Západočeské univerzitě v Plzni, od roku 2015 je vedoucí pedagožkou Ateliéru intermediální tvorby na AVU v Praze, který převzala po Milanu Knížákovi, v jehož ateliéru na AVU v roce 1994 absolvovala.
V roce 2021 byla na AVU jmenována profesorkou.